# Tom Johnson (boxe anglaise, 1750)
Pour les articles homonymes, voir Johnson et Tom Johnson.
Tom Johnson est un boxeur anglais combattant à mains nues né en 1750 à Derby et mort le 21 janvier 1797 à Cork, Irlande.

## Carrière
Il devient champion d'Angleterre des poids lourds en juin 1783 en battant Jack Jarvis, titre qu'il conserve à neuf reprises (notamment contre Isaac Perrins) jusqu'au 17 janvier 1791. Johnson est alors battu en 18 rounds par Benjamin Brain.

## Distinction
- Tom Johnson est membre de l'International Boxing Hall of Fame depuis 1995[1].